# Ротстергауле
Ротстергауле (нід. Rotsterhaule) — село в нідерландській провінції Фрисландія. Входить до муніципалітету Фріске-Маррен.
Його населення станом на 2021 рік складало 580 осіб.